# مت داوسون
مت داوسون (انگلیسی: Matt Dawson؛ زادهٔ ۲۷ آوریل ۱۹۹۴) بازیکن هاکی روی چمن اهل استرالیا است.